# Пітер Фердинанд Друкер
Пітер Фердинанд Друкер (нім. Peter Ferdinand Drucker — німецькою його ім'я звучить як Петер *19 листопада 1909, Відень — † 11 листопада 2005, Клермонт) — американський вчений австрійського походження, був письменником, консультантом в галузі менеджменту, та, як він сам себе називав, — «соціальним екологом». Його книги, підручники та популярні статті досліджують те, як люди організовують діяльність у бізнесі, державних установах та некомерційних організаціях.
Його праці передбачили багато великих зрушень кінця ХХ сторіччя, в тому числі приватизацію, децентралізацію, підйом Японії до вагомої світової економічної сили, беззаперечну важливість маркетингу та появу інформаційного суспільства з його необхідністю вчитись протягом всього життя. В 1959 році Друкер ввів термін «інформаційний робітник» (англ. knowledge worker) та пізніше в своєму житті вважав інформаційну продуктивність роботи наступною межею менеджменту.
Всі передові світові концерни з середини 40-х років ХХ сторіччя живуть «по-Друкеру». Друкер вірив, що можна створити економічний прогрес та соціальну гармонію. Але, як і багато великих творців, Друкер жахнувся від свого дітища. «Корпорації, що створювались для того, щоб стояти як піраміди, тепер схожі на намети», — не без скорботи визнавав Друкер в останні роки свого життя.

## Біографія
Народився Пітер Друкер в Австро-Угорщині в сім'ї викладачки медицини Каролін Бонді (Caroline Bondi) та юриста Адольфа Друкера в Відні. Він ріс в помешканні, де інтелектуали, вищі урядовці та науковці зустрічались для обговорення нових ідей. Після закінчення гімназії Друкер не знайшов достатньо можливостей для працевлаштування в пост-Габсбургіанському Відні та переїхав до Гамбургу в Німеччині. В 1933 році П. Друкер переїхав до Англії, а пізніше — до США, де і провів решту свого життя.

## Діяльність та погляди

### Початок діяльності
На початку своєї трудової діяльності П. Друкер працював підмайстром у щойно заснованій компанії що торгувала бавовною; згодом — журналістом, писав для «Der Österreichische Volkswirt» (Австрійський Економіст). Невдовзі Друкер переїхав до Франкфурту, де отримав роботу в Daily Frankfurter General-Anzeiger. Перебуваючи у Франкфурті, він також отримав ступінь доктора міжнародного права та громадського права в Університеті

### Ранні впливи
Серед людей, що справили значний вплив на Друкера на початковому етапі його життя, був Австрійський економіст Йозеф Шумпетер, друг його батька, котрий вразив Друкера важливістю інновацій та підприємництва. Також значний вплив в дещо іншому напрямку на Друкера справив Джон Мейнард Кейнс, лекцію якого Друкер прослухав в 1934 в Кембриджі. «Я раптом зрозумів, що Кейнс та всі ті найкращі студенти, що знаходились в аудиторії були зацікавлені поведінкою товарів», — писав Друкер, «в той час, як я був зацікавлений поведінкою людей».
Протягом наступних 70 років праці Друкера будуть відзначатися зосередженістю на відносинах між людьми, на противагу хрускоту цифр. Його книги були наповнені уроками про те, як організації можуть розкрити найкраще в людях, і як працівники можуть знайти почуття спільності та гідності в сучасному суспільстві, організованому навколо великих інституцій. Як бізнес-консультант, Друкер не любив термін «гуру», хоча його часто застосовували до нього; «Я вже багато років кажу, — якось зауважив Друкер, — що ми використовуємо слово „гуру“ тільки тому, що „шарлатан“ занадто довге, щоб поміститися в заголовку.»
Будучи молодим письменником, Друкер написав дві роботи — одну про консервативного німецького філософа Фрідріха Юліуса Сталя, а іншу під назвою «Єврейське питання в Німеччині» — які були спалені і заборонені нацистами. 1939 року він опублікував сучасний аналіз становлення фашизму під назвою «Кінець економічної людини» (The End of Economic Man). Це була його перша книга, видана в Нью-Йорку англійською мовою. У вступі він посилається на «Єврейське питання в Німеччині»: «Ранній уривок [цієї книги] був опублікований як памфлет австрійським католиком і антинацистом у … 1936».
Фрідріх Гаєк цитує «Кінець економічної людини» Друкера у «Шляху до рабства»:
Повний колапс віри в можливість досягти свободи і рівності за Марксом змусив Росію обрати такий самий шлях до тоталітарного, антиекономічного суспільства тотальної заборони, несвободи і нерівності, яким прямувала Німеччина. І річ не в тому, що комунізм і фашизм — це, по суті, те саме. Фашизм — це стадія, яка настає тоді, коли комунізм довів свою примарність, як це сталося в сталінській Росії та в догітлерівській Німеччині.
В 1943 році Друкер став натуралізованим громадянином Сполучених Штатів. Він викладав в Беннінгтонському коледжі з 1942 року до 1949, потім — у Нью-Йоркському університеті як професор менеджменту з 1950 по 1971 роки. Друкер переїхав до Каліфорнії в 1971 році, де він розвив одну з перших в країні MBA-програму для працюючих професіоналів в Клермонтському університеті. З 1971 року і до смерті був професором Соціальних наук та менеджменту в Клермонтському університеті. Згодом, у 1987 році, школа менеджменту цього університету була названа на його честь. Свій останній клас у школі він випустив в 2002 році в 92-річному віці.

### "Бізнес-мислитель"
Кар'єра Друкера як бізнес-мислителя почалася в 1942 році, коли його перші статті про політику та суспільство відкрили йому доступ до внутрішньої роботи General Motors (GM), однієї з найбільших компаній у світі на той час. Його досвід роботи в Європі залишив його зачарованим проблемою влади. Він поділився своїм захопленням з Дональдсоном Брауном, натхненником адміністративного контролю в GM. У 1943 році Браун запросив його провести те, що можна назвати "політичним аудитом": дворічний соціально-науковий аналіз корпорації. Друкер був присутній на кожному засіданні правління, брав інтерв'ю у працівників, аналізував виробництво та процеси прийняття рішень.
Книга "Концепція корпорації", що вийшла в результаті, популяризувала багатодивізіональну структуру "Дженерал Моторс" і призвела до появи численних статей, консалтингових замовлень та додаткових книг. Однак у GM навряд чи були в захваті від кінцевого продукту. Друкер припустив, що автогігант, можливо, захоче переглянути низку давніх політик щодо відносин з клієнтами, дилерами, працівниками тощо. Всередині корпорації поради Друкера були сприйняті як гіперкритичні. Почесний голова GM Альфред Слоун був настільки засмучений книгою, що "просто ставився до неї так, ніби її не існувало", - згадував пізніше Друкер, - "ніколи не згадуючи про неї і не дозволяючи згадувати про неї в його присутності"[24].
Друкер вчив, що менеджмент - це "ліберальне мистецтво", і він наповнював свої управлінські поради міждисциплінарними уроками з історії, соціології, психології, філософії, культури та релігії. Він також був глибоко переконаний, що всі інституції, в тому числі і в приватному секторі, несуть відповідальність перед усім суспільством. "Справа в тому, - писав Друкер у своїй праці 1973 року "Менеджмент: Завдання, відповідальність, практика", - що в сучасному суспільстві не існує іншої лідерської групи, окрім менеджерів. Якщо менеджери наших основних інституцій, і особливо бізнесу, не візьмуть на себе відповідальність за загальне благо, то ніхто інший не зможе або не захоче".
Друкер був зацікавлений у зростаючому впливі людей, які працювали розумом, а не руками[джерело не вказано]. Його інтригували працівники, які знали більше про певні предмети, ніж їхні боси чи колеги, і все ж мусили співпрацювати з іншими у великій організації. Замість того, щоб просто прославляти цей феномен як втілення людського прогресу, Друкер проаналізував його і пояснив, як він кидає виклик поширеним уявленням про те, як повинні управлятися організації.
Його підхід добре спрацював у дедалі більш зрілому діловому світі другої половини двадцятого століття. На той час великі корпорації розробили базову виробничу ефективність та управлінську ієрархію масового виробництва. Керівники вважали, що вони знають, як керувати компаніями, і Друкер взяв на себе сміливість підважити їхні переконання, щоб організації не стали застарілими. Але він робив це зі співчуттям. Він вважав, що його читачі - розумні, раціональні, працьовиті люди доброї волі[26].

### Праці та вплив
39 книг Друкера перекладено більш ніж тридцятьма шістьма мовами. Дві з них - романи, а одна - "Пригоди перехожого" (1978) - автобіографія. Він є співавтором книги про японський живопис і зняв вісім серій навчальних фільмів на теми менеджменту. Він також протягом 10 років вів постійну колонку в Wall Street Journal і часто дописував до Harvard Business Review, The Atlantic Monthly та The Economist.
Його роботи особливо популярні в Японії, особливо після публікації роману "Що, якби жінка-менеджер шкільної бейсбольної команди прочитала "Менеджмент" Друкера", де головна героїня з великим ефектом використовує одну з його книг, який також був адаптований в аніме та повнометражному фільмі[28]. Його популярність в Японії можна порівняти з популярністю його сучасника В. Едвардса Демінґа[29].

### Ключові ідеї
- Децентралізація та спрощення.[30] Друкер заперечував командно-адміністративну модель і стверджував, що компанії працюють найкраще, коли вони децентралізовані. На думку Друкера, корпорації мають тенденцію виробляти занадто багато продукції, наймати непотрібних їм працівників (коли кращим рішенням був би аутсорсинг) і розширюватися в ті сектори економіки, яких їм слід уникати.
- Прогнозування занепаду та маргіналізації «синіх комірців»[31].
- Концепція того, що згодом стало відомим як «аутсорсинг»[32]. Він використовував приклад «фронт-руму» та «бек-руму» кожного бізнесу: компанія повинна займатися лише тими видами діяльності, які є критично важливими для підтримки її основного бізнесу. Побічну діяльність слід передати іншим компаніям, для яких ці завдання є основною діяльністю.
- Важливість неприбуткового сектору, [33] який він називає третім сектором (перші два — приватний та державний). Неурядові організації (НУО) відіграють вирішальну роль в економіці країн світу.
- Глибокий скептицизм щодо макроекономічної теорії[34]. Друкер стверджував, що економісти всіх шкіл не можуть пояснити важливі аспекти сучасної економіки.
- Нарікання на те, що єдиним предметом мікроекономіки є ціна. Друкер зазначав, що мікроекономіка не в змозі показати, що продукти насправді роблять для нас, [35] тим самим стимулюючи комерційний інтерес до того, як вирахувати, що продукти насправді роблять для нас, виходячи з їхньої ціни.
- Калькуляція витрат економічного ланцюга: ідея про те, що конкурентоспроможна компанія повинна знати витрати всього свого економічного ланцюга, а не лише витрати, за які вона несе відповідальність як окремий бізнес у цьому ланцюгу. «Що має значення … це економічна реальність, витрати всього [виробничого] процесу, незалежно від того, хто чим володіє»[36].
- Повага до працівника: Друкер вважав, що працівники є активами, а не зобов'язаннями. Він навчав, що обізнані працівники є важливими складовими сучасної економіки, і що гібридна модель управління є єдиним методом демонстрації цінності працівника для організації. Центральне місце в цій філософії займає думка про те, що люди є найціннішим ресурсом організації, і що робота менеджера полягає як у підготовці людей до роботи, так і в наданні їм свободи для цього[37].
- Віра в те, що він називав «хворобою уряду» («the sickness of government»). Друкер неупереджено стверджував, що уряд часто не може або не хоче надавати нові послуги, яких потребують та/або бажають люди, хоча він вважав, що цей стан не є внутрішньо притаманним формі правління. Глава «Хвороба уряду»[38] в його книзі «Епоха перерв» лягла в основу «Нового публічного менеджменту»[39] — теорії державного управління, яка домінувала в цій дисципліні у 1980-х і 1990-х роках.
- Необхідність «запланованої відмови». Бізнес та уряди мають природну людську схильність чіплятися за «вчорашні успіхи», замість того, щоб бачити, коли вони більше не є корисними[40].
- Віра в те, що дії без роздумів є причиною кожної невдачі.
- Потреба у спільноті. На початку своєї кар'єри Друкер передбачав «кінець економічної людини» і виступав за створення «спільноти заводів» («plant community»)[41], де можна було б задовольнити соціальні потреби людини. Пізніше він визнав, що «спільнота заводів» так і не матеріалізувалася, і до 1980-х років припустив, що волонтерство в неприбутковому секторі є ключем до формування здорового суспільства, в якому люди відчувають почуття приналежності та громадянської гордості[42].
- Необхідність керувати бізнесом, балансуючи між різноманітними потребами та цілями, а не підпорядковуючи організацію єдиній цінності[43][44] Ця концепція управління за цілями та самоконтролю є основною тезою його знакової праці 1954 року «Практика менеджменту»[45].
- Першочерговим обов'язком компанії є обслуговування своїх клієнтів. Прибуток не є головною метою, а скоріше важливою умовою для подальшого існування та стійкості компанії[46].
- Віра в те, що великі компанії можуть стояти в одному ряду з найблагороднішими винаходами людства[47].
- «Роби те, що ти робиш найкраще, а решту віддай на аутсорсинг» — це бізнес-слоган, який вперше «придумав і розробив»[48] у 1990-х роках Друкер.[49] Гасло використовувалося насамперед для пропаганди аутсорсингу як життєздатної бізнес-стратегії. Друкер почав пояснювати концепцію аутсорсингу ще у 1989 році у своїй статті в Wall Street Journal (WSJ) під назвою «Продай поштову кімнату»[50].

## Критика
The Wall Street Journal дослідив кілька його лекцій у 1987 році і повідомив, що він іноді не орієнтувався у фактах. Наприклад, Друкер був не в темі, коли сказав аудиторії, що англійська мова є офіційною мовою для всіх співробітників японської торгової компанії "Міцуї". Друкер захищався: "Я використовую анекдоти, щоб висловити свою думку, а не для того, щоб писати історію".
Крім того, хоча Друкер був відомий своєю прозорливістю, він не завжди був правий у своїх прогнозах. Наприклад, він передбачив, що фінансовий центр США переміститься з Нью-Йорка до Вашингтона[51].
Інші стверджують, що одна з основних концепцій Друкера, «управління за цілями» ("management by objectives"), є недосконалою і ніколи не була доведена її ефективність. Критик Дейл Крюгер стверджує, що цю систему важко впровадити і що компанії часто надмірно акцентують увагу на контролі, на противагу заохоченню креативності, щоб досягти своїх цілей[52].
Класична праця Друкера "Концепція корпорації" критикувала General Motors, в той час як вона вважалася найуспішнішою корпорацією у світі. Багато керівників GM вважали Друкера персоною нон-грата протягом тривалого часу після цього. Хоча Альфред П. Слоун утримувався від особистої ворожості до Друкера, він вважав, що Друкер критикував менеджмент GM "абсолютно неправильно"[53].

## Нагороди та відзнаки
Президент США Джордж Буш 9 липня 2002 року нагородив Друкера Президентською медаллю Свободи[54]. Він також отримав нагороди від уряду Австрії[55], в тому числі Велику срібну медаль за заслуги перед Австрійською Республікою в 1974 році[56], Велику золоту нагороду за заслуги перед Австрійською Республікою в 1991 році[57], Австрійський хрест пошани за заслуги в науці та мистецтві 1-го класу в 1999 році[58], а також Орден Священного Скарбу 3-го класу 24 червня 1966 року від уряду Японії.[59]
Друкер був почесним головою Фонду Пітера Ф. Друкера з управління некомерційними організаціями, який зараз є Інститутом "Лідер до лідера", з 1990 по 2002 рр.[60] У 1969 році він був нагороджений найвищою нагородою Нью-Йоркського університету - Подякою президента. [61] За статтю "Що робить ефективного керівника ефективним" Гарвардський бізнес-рев'ю в червні 2004 року нагородив Друкера сьомою премією McKinsey - найбільшою нагородою, що присуджується окремій особі.[62] У 1996 році Друкер був включений до Зали слави американського бізнесу Junior Achievement.[63]
Він отримав 25 почесних докторських ступенів в американських, бельгійських, чеських, англійських, іспанських та швейцарських університетах. [64]
Його книга 1954 року «Практика менеджменту» (The Practice of Management) була визнана третьою найвпливовішою книгою з менеджменту 20-го століття за результатами опитування членів Академії менеджменту. [65]
У Клермонті, Каліфорнія, Одинадцята вулиця між Коледж-авеню та Дартмут-авеню була перейменована на "Дорогу Друкера" в жовтні 2009 року на честь 100-річчя від дня народження Друкера. [66] Друкер був посмертно вшанований, коли його включили до Зали слави аутсорсингу на знак визнання його видатного внеску в цій галузі.[67] У 2018 році Друкер був названий найвпливовішим бізнес-мислителем у світі за версією Thinkers50.com.[68].

## Спадщина

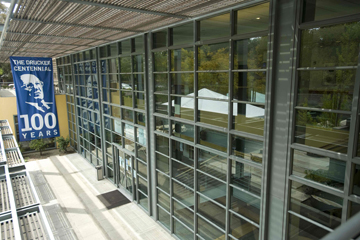
Burkle Building, Drucker Centenial

У Клермонтському університеті в 1987 році був створений Центр менеджменту імені Пітера Ф. Друкера - нині Вища школа менеджменту імені Пітера Ф. Друкера та Масатоші Іто - який продовжує керуватися принципами Друкера[69].
Щорічний Глобальний форум Пітера Друкера був вперше проведений у 2009 році, до сторіччя з дня народження Друкера[70].

### Інші публікації
Ранні монографії німецькою
- 1932: The Justification of International Law and the Will of the State (doctoral dissertation)
- 1933: Friedrich Julius Stahl, Conservative Political Theory and Historical Development (Tübingen: Mohr)
- 1936: The Jewish Question in Germany (Wien: Gsur)

Участь у монографіях
- 1961: Power and Democracy in America (Westport, Connecticut: Greenwood Press Publishers)
- 1969: Preparing Tomorrow's Business Leaders Today (Englewood Cliffs, NJ: Prentice Hall)
- 1979: Song of the Brush: Japanese Painting from Sanso Collection (Seattle: Seattle Art Museum)
- 1988: Handbook of Management by Objectives with Bill Reddin and Denis Ryan (Published by Tata McGraw-Hill in New Delhi).
- 1991: The Rise of NEC (Blackwell Business)

Різне
- 1977: An Introductory View of Management (New York: Harper & Row)
- 1977 (revised edition, 2009): Management Cases (New York: Harper & Row)
- 2006: The Effective Executive In Action with Joseph A. Maciariello (New York: HarperCollins)
- 2006: Classic Drucker (Boston: Harvard Business Review Press)
- 2008 (posthumous): Management: Revised with Sujog Arya (New York: HarperCollins)

### Переклади українською
- Друкер П. Як управляти собою. - К.: #книголав, 2017
- Друкер П. Ефективний керівник. - К. : КМ-БУКС, 2019
- Друкер П. Виклики для менеджменту XXI століття. - К. : КМ-БУКС, 2020